# خالد أبو النجا
خالد أبو النجا (2 نوفمبر 1966 - )، ممثل ومذيع مصري. ولد في مدينة القاهرة، وبدأ مشواره الفني منذ أن كان في الحادية عشرة من عمره من خلال فيلم جنون الحب مع نجلاء فتحي وحسين فهمي وأحمد مظهر في عام 1977م.

## الحياة المُبكّرة والتعليم
ولد النجا في هليوبوليس، حي عالمي في القاهرة ، مصر. والده ، اللواء الراحل بالجيش المصري اللواء محمد سامي أبو النجا، جاء من عائلة تقليدية لأصحاب الأراضي الكبار في الدقهلية، آجا، مصر. تم مصادرة معظمها خلال ثورة عبد الناصر (الضباط الاحرار) عام 1952 وإصلاح الأراضي في مصر كشفت والدته عام 2013 أنه من نسل النبي محمد من خلال فاطمة الزهراء والإمام الحسين بن علي بن علي بن أبي طالب. إنه الشقيق الأصغر للمهندس المصري المقيم في أمريكا والمقيم في أمريكا، والمعماري سيف أبو النجا، الذي ظهر في الفيلم الكلاسيكي إمبراطورية ميم.
خلال طفولته، أمضى خالد أبو النجا الكثير من الوقت مع شقيقه الأكبر، طارق، الذي قال إنه كان له تأثير كبير على شخصيته. كان خالد مهتمًا بشكل طبيعي بالتمثيل في سن مبكرة وظهر في فيلم (جنون الحب) بطولة نجلاء فتحي في سن التاسعة. درس في مدرسة كلية سانت جورج لتعليمه الابتدائي، وتخرج كمهندس اتصالات كهربائية من كلية الهندسة بجامعة عين شمس والجامعة الأمريكية بالقاهرة. درس علوم الكمبيوتر مع تخصص فرعي في المسرح والدراما. لعب كرة الماء لفريقه الجامعي أثناء تواجده في أوروبا (1986)، وعمل كعارض أزياء (1993)، وكان مقدم برامج حوارية في وقت متأخر من الليل ومقدم برامج إذاعية في أواخر التسعينيات.
التحق بقسم المسرح بالجامعة الأمريكية بالقاهرة حيث أتيحت له الفرصة لاكتشاف موهبته التمثيلية في الإنتاج الدرامي بالجامعة. في عام 1997 غادر إلى الولايات المتحدة لإجراء المزيد من الدراسات المستقلة عن شغفه وصناعة الأفلام. هناك درس التمثيل السينمائي والتصوير السينمائي والإخراج. واستشهد بمدرسه بالوكالة الدكتور محمود اللوزي باعتباره معلمه الذي أثر عليه أكثر من غيره.

## النشاط السياسي
يُعرف عن خالد أبو النجا مواقفهُ السياسيّة الجريئة ودعمهُ لثورات الشعوب العربيّة حيثُ دعمَ ثورة 25 يناير التي أسقطت نظام حسني مبارك كما أعلنَ صراحةً عن مُعارضته للانقلاب العسكري في مصر عام 2013 ما تسبّبتَ لهُ في عديدِ من المشاكل بما في ذلك تعرضه لحملات تشويه من قِبل وسائل الإعلام التابعة أو المحسوبة على النظام. في 25 يناير/كانون الثاني 2016 ومزامنةً معَ الذكرى الخامسة للثورة المصريّة؛ شاركَ خالد في مداخلة مع الإعلامي جعفر عبد الكريم ضمن إحدى حلقات برنامج «شباب توك» الذي يُعرض على قناة دويتشه فيله وقالَ بصريحِ العبارة: «لم تتحقّق مطالبنا في يناير بالعيش والحرية والعدالة الاجتماعية، الثورة لم تصل إلى الحكم، والسيسي لا يمثل الثورة بل يمثل الثورة المضادة.»
أبدى خالد معارضتهُ للتعديلات الدستوريّة التي ناقشها مجلس النواب المصري في شهرِ شباط/فبراير 2019 لتمكينِ السيسي من البقاء على هرمِ السلطة حتى عام 2030؛ ثمّ حضرَ هو والممثل المصري الآخر عمرو واكد جلسة استماع عُقدت في إحدى قاعات مجلس الشيوخ تحتَ رعاية عضو مجلس النواب توم مالينوسكي وتحدثا فيها حولَ السجل الحقوقي لمصر وعن ضرورة وجود مراقبة دوليّة فيما يخصّ استفتاء التعديل على الدستور. قالَ خالد في ذات الجلسة «إنّ المخابرات المصرية تُسيطر سيطرة كاملة على الإعلام داخل البلاد أمّا التعديلات الدستورية المُقترحة والتي وافق عليها البرلمان المصري فهيَ مشينة.» خلقَ موقفُه هذا ضجّة كبيرة خاصّة بعدما قررت نقابة المهن التمثيلية إلغاء عضويتهِ فيما هاجمتهُ وسائل إعلام محسوبة على النظام ووصفت ما فعلهُ «بالخيانة العظمى».

## مسلسلات
| السنة | اسم المسلسل                 | اسم الشخصية            |
| ----- | --------------------------- | ---------------------- |
| 2013  | الفايكنج                    | زيادات الله            |
| 2009  | حكايات وبنعيشها: مجنون ليلى | عمر/ياسين يوسف الشناوي |
| 2006  | توتو وبيجامة                | ضيف شرف                |
| 2003  | البنات                      | سيف                    |

## أفلام
| السنة | اسم الفيلم           | اسم الشخصية                             |
| ----- | -------------------- | --------------------------------------- |
| 2016  | بائع البطاطا المجهول | خالد                                    |
| 2016  | كتابة على الثلج      |                                         |
| 2016  | Nasser's Republic    | جمال عبد الناصر (أداء صوتي بالإنجليزية) |
| 2015  | قدرات غير عادية      | يحيى المنقبادي                          |
| 2015  | القمرة المظلمة       | ابن الهيثم                              |
| 2015  | من ألف إلى باء       | ضابط بالجيش السوري                      |
| 2014  | ديكور                | شريف                                    |
| 2014  | عيون الحرامية        | طارق خضر                                |
| 2013  | فيلا 69              | حسين                                    |
| 2013  | على جثتي             |                                         |
| 2011  | ميكروفون             | خالد                                    |
| 2010  | هليوبوليس            | ابراهيم                                 |
| 2010  | واحد صفر             | شريف                                    |
| 2008  | ورقة شفرة            |                                         |
| 2008  | قطط بلدي             | امير                                    |
| 2008  | حبيبي نائما          | رامز سعيد سيف النصر                     |
| 2007  | كشف حساب             | فريد                                    |
| 2007  | عجميستا              | عز                                      |
| 2007  | في شقة مصر الجديدة   | يحي                                     |
| 2006  | ملك وكتابة           | طارق                                    |
| 2006  | لعبة الحب            | عصام الجمال                             |
| 2006  | مفيش غير كده         | نادر وهبة                               |
| 2005  | حرب أطاليا           | فؤاد                                    |
| 2005  | بنات وسط البلد       | سمير                                    |
| 2004  | حب البنات            | كريم الشرقاوي                           |
| 2004  | يوم الكرامة          | ملازم أول حسن حسني                      |
| 2003  | سهر الليالي          | علي                                     |
| 2001  | مواطن ومخبر وحرامي   | سليم سيف الدين (المواطن)                |
| 2001  | رانديفو              | أشرف                                    |
| 2000  | ليه خلتني أحبك       |                                         |
| 1977  | جنون الحب            | خالد                                    |
| 1967  | الليالي الطويلة      | طفل                                     |

## برامج
| السنة | اسم البرنامج             | دوره في المرنامج |
| ----- | ------------------------ | ---------------- |
| 2014  | معكم مني الشاذلي         | ضيف              |
| 2012  | كلام الناس               | ضيف              |
| 2012  | التفاحة                  | ضيف              |
| 2008  | دارك                     | ضيف              |
| 2008  | طرطأ وفنجل               | ضيف              |
| 2007  | الليلة الكبيره           | مقدم البرنامج    |
| 2007  | تاراتاتا                 | مقدم البرنامج    |
| 2007  | الشقة                    | ضيف              |
| 2007  | السهرة تحلى مع مدحت صالح | ضيف              |
| 2004  | قرصة سعيدة               | ضيف              |
| 2001  | شغل السيما               | نفسة             |
| 1988  | اسهر معانا               | مقدم البرنامج    |

## الجوائز
| التاريخ | اسم الجائزة             | اسمه المهرجان                                      | البلد |
| ------- | ----------------------- | -------------------------------------------------- | ----- |
| 2014    | أفضل ممثل (الهرم الفضي) | مهرجان القاهرة السينمائي الدولي ال 36              | مصر   |
| 2014    | أفضل ممثل (حورس)        | المهرجان القومي الثامن عشر للسينما المصرية         | مصر   |
| 2014    | أفضل ممثل               | مهرجان جمعية الفيلم السنوي ال 40                   | مصر   |
| 2014    | احسن ممثل               | مهرجان المركز الكاثوليكي المصري للسينما- الدورة 62 | مصر   |
| 2006    | أفضل ممثل               | مهرجان الإسكندرية السينمائي الدولي ال 22           | مصر   |
| 2004    | أفضل ممثل               | جوائز أوسكار السينما المصرية - جمعية فن السينما    | مصر   |
| 2004    | احسن ممثل               | مهرجان المركز الكاثوليكي للسينما المصرية ال 53     | مصر   |
| 2003    | أفضل ممثل               | مهرجان دمشق السينمائي الدولي الثالث عشر            | سوريا |

## أعمال أخرى متنوعة
- مسلسل إذاعي: العهد: 2012- علي
- فيديو كليب: مش حلو: 1993
- مسرحية: أوليفر: 2015- إخراج مسرحي
- ميني سيت كوم: بصي: 2011- مخرج

## وصلات خارجية
- خالد أبو النجا على موقع IMDb (الإنجليزية)
- خالد أبو النجا على موقع الدهليز
- خالد أبو النجا على موقع قاعدة بيانات الأفلام العربية
- خالد أبو النجا على موقع ألو سيني (الفرنسية)
- خالد أبو النجا على موقع أول موفي (الإنجليزية)
- خالد أبو النجا على موقع قاعدة بيانات الفيلم (الإنجليزية)
- خالد أبو النجا على موقع كينوبويسك (الروسية)
- حسابه على تويتر

خالد أبو النجا.. صاحب التجربة السينمائية الأهم في جيله